# سبرانزا موتورز

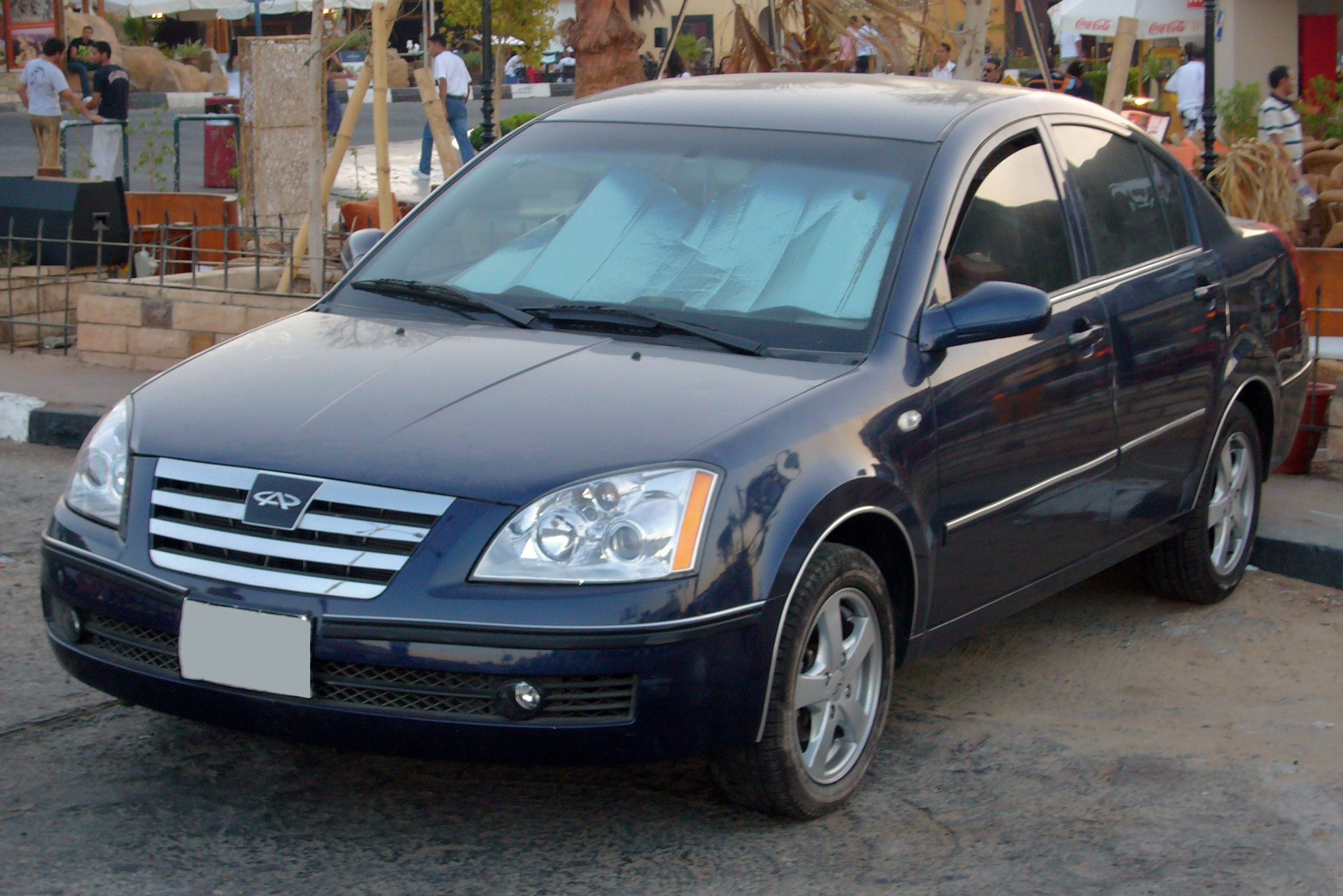
سبيرانزا A516 في شرم الشيخ

سبرانزا موتورز هي شركة تصنيع سيارات مصرية مقرها في المعادي ، القاهرة . إنها جزء من دايو موتورز مصر التي تنتمي إلى مجموعة أبو الفتوح . يقع المصنع في مدينة السادس من أكتوبر .
بدأت الشركة في أوائل الثمانينيات كمستورد للسيارات اليابانية . بدأ مصنع التجميع أنشطته مع تصنيع SKD لسيارات دايو في عام 1998. منذ عام 2006 ، تقوم الشركة بتجميع سيارات العلامة التجارية الصينية شيري . يتم إطلاق السيارات تحت ماركة سبيرانزا.

## روابط خارجية
- موقع سبيرانزا موتورز نسخة محفوظة 30 ديسمبر 2018 على موقع واي باك مشين.
- موقع مجموعة أبو الفتوح